# Madison Davenport
Madison Danielle Davenport (San Antonio, 22 de novembro de 1996) é uma atriz e  cantora norte-americana mais conhecida por seu papel de Quillo em Over the Hedge. Davenport também estrelou em Kit Kittredge: An American Girl como Ruthie Smithens, a melhor amiga de Kit.

## Filmografia
| Filmes | Filmes                          | Filmes                                                          | Filmes             | Filmes                                                 | Filmes |
| Ano    | Título Original                 | Título (Brasil)                                                 | Papel              | Nota                                                   |        |
| ------ | ------------------------------- | --------------------------------------------------------------- | ------------------ | ------------------------------------------------------ | ------ |
| 2005   | Harmony Parker                  |                                                                 | Harmony Parker     | Curta-metragem                                         |        |
| 2005   | Conversations with Other Women  | Nosso Amor do Passado                                           | British Girl       |                                                        |        |
| 2006   | Over the Hedge                  | Os Sem-Floresta (br)/ Pular a Cerca (pt)                        | Quillo             | Voz                                                    |        |
| 2006   | Strangers                       |                                                                 | Abbey              | Curta-metragem                                         |        |
| 2006   | Hammy's Boomerang Adventure     | A Aventura de Hammy com o Bumerangue                            | Quillo             | Voz / Curta-metragem                                   |        |
| 2006   | Journey On Rio: Number Two      |                                                                 | Bianca             | Voz                                                    |        |
| 2007   | Christmas Is Here Again         | É Natal Outra Vez                                               | Sophiana           | Voz                                                    |        |
| 2007   | Dog Days III                    |                                                                 | Bianca             | Voz                                                    |        |
| 2008   | Horton Hears a Who!             | Horton e o Mundo dos Quem (br)/ Horton e o Mundo dos Quem! (pt) | Vozes adicionais   |                                                        |        |
| 2008   | Humboldt County                 | A Costa Perdida                                                 | Charity            |                                                        |        |
| 2008   | Kit Kittredge: An American Girl | Kit - Uma Garota Especial                                       | Ruthie Smithens    | Vencedora de Melhor Elenco no Young Artist Awards 2009 |        |
| 2008   | Gake no Ue no Ponyo             | Ponyo - Uma Amizade que Veio do Mar                             | Vozes adicionais   | Dublagem americana                                     |        |
| 2008   | Parasomnia                      | Sonâmbulos                                                      | Laura Baxter jovem | Voz                                                    |        |
| 2009   | The Attic Door                  | The Attic Door                                                  | Caroline           |                                                        |        |
| 2010   | Jack and the Beanstalk          | João e o Pé de Feijão                                           | Destiny            | Direto para DVD                                        |        |
| 2012   | The Possession                  | Possessão                                                       | Hannah Brenek      |                                                        |        |
| 2014   | Noah                            | Noé                                                             | Na'el              |                                                        |        |
| 2015   | Sisters                         | Irmãs                                                           | Hayley             |                                                        |        |

| Televisão | Televisão                       | Televisão        | Televisão                                                                   |
| Ano       | Título                          | Papel            | Nota                                                                        |
| --------- | ------------------------------- | ---------------- | --------------------------------------------------------------------------- |
| 2005      | Numb3rs                         | Julia Rausch     | Temporada 2, Episódio 2: "Better or Worse"                                  |
| 2005      | Close to Home                   | Katie            | Temporada 1, Episódio 1: "Pilot"                                            |
| 2005      | CSI: NY                         | Abby Drake       | Temporada 2, Episódio 9: "Cidade das Bonecas"                               |
| 2005      | Hot Properties                  | Hannah           | Temporada 1, Episódio 10: "It's a Wonderful Christmas Carol on 34th Street" |
| 2006      | Bones                           | Megan            | Temporada 2, Episódio 7: " A Rainha do Concurso"                            |
| 2007      | Legion of Super Heroes          | Abel             | Temporada 2, Episódio 7: "Unnatural Alliances", Série animada               |
| 2007      | While the Children Sleep        | Casey Eastman    | Filme para Tv                                                               |
| 2008      | Agente Especial Oso             | Stacey & Fiona   | Temporada 1, Episódio 1: "To Grandma With Love/ Gold Flower", Série animada |
| 2008      | ER                              | Claire O'Fallon  | Temporada 15, Episódio 4: "Parental Guidance"                               |
| 2010      | Amish Grace                     | Mary Beth Graber | Filme para Tv                                                               |
| 2010      | Dad's Home                      | Lindsay Westman  | Filme para Tv                                                               |
| 2011      | CSI: Crime Scene Investigation  | Camryn Pose      | Temporada 11, Episódio 14: "Tudo o que as cinzas..."                        |
| 2011      | Shameless                       | Ethel            | Papel recorrente                                                            |
| 2011      | House, M.D.                     | Iris             | Temporada 8, Episódio 7: "Morto e Enterrado"                                |
| 2013      | Save Me                         | Emily Harper     | Papel regular                                                               |
| 2013      | Criminal Minds                  | Samantha Wilcox  | Temporada 9, Episódio 5: "Route 66"                                         |
| 2014–2016 | From Dusk Till Dawn: The Series | Kate Fuller      | Papel principal                                                             |
| 2015      | 1 Chisper                       | Frakie           | Filme para Tv                                                               |
| 2018      | Objetos Cortantes               | Ashley Wheeler   | Papel principal                                                             |
| 2019      | Black Mirror                    | Jack             | Temporada 5, Episódio 3: "Rachel, Jack and Ashley Too"                      |